# Родріго Борха Севальйос
Родріго Борха Севальйос (ісп. Rodrigo Borja Cevallos; нар. 19 червня 1935) — еквадорський політик, президент країни з 1988 до 1992 року.